# Наньчжэн
Наньчжэ́н (кит. упр. 南郑, пиньинь Nánzhèng) — район городского подчинения городского округа Ханьчжун провинции Шэньси (КНР).

## История
В 451 году до н. э. царством Цинь в этих местах был основан городок Наньчжэн (南郑). В 441 году до н. э. он был захвачен царством Шу, в 387 году до н. э. Цинь вернуло его, в 368 году до н. э. его опять захватило Шу, в 316 году до н. э. царство Цинь уничтожило царство Шу и вернуло Наньчжэн. В 312 году до н. э. царство Цинь разгромило армию царства Чу в битве при Даньяне, после чего был основан округ Ханьчжун (汉中郡), власти которого разместились в Сичэне; местность вокруг Наньчжэна стала уездом Наньчжэн (南郑县).
В 206 году до н. э. Сян Юй сделал Лю Бана Ханьским князем (汉王), и Наньчжэн стал столицей княжества. После основания империи Хань Наньчжэн опять стал уездом, подчинённым округу Ханьчжун. При империи Восточная Хань в 30 году власти округа переехали из Сичэна в Наньчжэн. В 191 году эти места захватил Чжан Лу, который переименован округ Ханьчжун в Ханьнин (汉宁郡). В 215 году Чжан Лу был разгромлен войсками Цао Цао, и Ханьнин вновь стал Ханьчжуном.
В эпоху Троецарствия эти места стали ареной борьбы между царствами Вэй и Шу. В 219 году Лю Бэй захватил Ханьчжун и объявил себя Ханьским князем. В 263 году царство Вэй уничтожило царство Шу и вернуло Наньчжэн.
В эпоху Южных и Северных династий Наньчжэн не раз переходил из рук в руки. При империи Северная Вэй в 512 году северная часть уезда Наньчжэн была выделена в уезд Усян (武乡县), юго-западная — в уезд Ляньшуй (廉水县)). В 535 году эти места вновь завоевало государство Лян, и уезд Ляньшуй был вновь присоединён к уезду Наньчжэн. В 551 году эти места перешли под контроль Западной Вэй, и в 554 году уезд Наньчжэн был переименован в Гуанъи (光义县), а уезд Усян — в Байюнь (白云县). При империи Северная Чжоу округ Ханьчжун был переименован в Ханьчуань (汉川郡).
При империи Суй уезду Гуанъи в 581 году было возвращено название Наньчжэн.
При империи Сун в 1134 году юго-западная часть уезда Наньчжэн была опять выделена в уезд Ляньшуй, однако вскоре уезд Ляньшуй был вновь присоединён к уезду Наньчжэн.
Во время гражданской войны этот регион был занят войсками коммунистов в декабре 1949 года. В 1950 году входившие в состав уезда Наньчжэн пять посёлков были административно объединены в город Наньчжэн, а волости остались уездом Наньчжэн. В 1951 году был создан Специальный район Наньчжэн (南郑专区), и уезд вошёл в его состав. В октябре 1953 года Специальный район Наньчжэн был переименован в Специальный район Ханьчжун (汉中专区). В 1958 году уезд Наньчжэн был присоединён к городу Ханьчжун.
В 1961 году часть города Ханьчжун южнее реки Ханьшуй была выделена в уезд Наньчжэн. В 1969 году Специальный район Ханьчжун был переименован в Округ Ханьчжун (汉中地区).
В 1996 году постановлением Госсовета КНР были расформированы округ Ханьчжун и город Ханьчжун, и образован городской округ Ханьчжун.
28 сентября 2017 года уезд Наньчжэн был преобразован в район городского подчинения.

## Административное деление
Район делится на 1 уличный комитет и 20 посёлков.